# Burgeo
Burgeo est une ville canadienne située sur la côte sud de Terre-Neuve. La ville est située à l'extrémité de la route 480, qui est sa seule attache terrestre. Burgeo est le point de départ de nombreux bateaux côtiers assurant la desserte des communautés isolées de la côte sud, comme Ramea et Grey River. C'est aussi le point de départ d'un express en direction de Rose Blanche-Harbour le Cou et Port-aux-Basques.
Ses premiers habitants ont été les Français, arrivés au début des années 1700. Ils furent très vite remplacés par les Anglais, qui à leur tour devinrent Canadiens.
Le parc provincial Sandbanks est situé à proximité de la ville.

## Démographie
| 2001  | 2006  | 2011  | 2016  |
| ----- | ----- | ----- | ----- |
| 1 782 | 1 607 | 1 464 | 1 307 |

| 2021  | - | - | - |
| ----- | - | - | - |
| 1 176 | - | - | - |

## Municipalités limitrophes
| - OpenStreetMap Limite communale. |

## Climat
| Mois                                  | jan.       | fév.       | mars       | avril      | mai       | juin      | jui.      | août      | sep.      | oct.      | nov.       | déc.       | année          |
| ------------------------------------- | ---------- | ---------- | ---------- | ---------- | --------- | --------- | --------- | --------- | --------- | --------- | ---------- | ---------- | -------------- |
| Température minimale moyenne (°C)     | −8,4       | −9,4       | −6,4       | −1,5       | 2,4       | 6,4       | 10,5      | 11,4      | 7,8       | 3,4       | −0,3       | −5,4       | 0,9            |
| Température moyenne (°C)              | −4,9       | −5,6       | −2,9       | 1,5        | 5,6       | 9,5       | 13,6      | 14,8      | 11,6      | 6,9       | 2,8        | −2         | 4,2            |
| Température maximale moyenne (°C)     | −1,4       | −2         | 0,5        | 4,5        | 8,8       | 12,6      | 16,5      | 18,1      | 15,2      | 10,3      | 5,8        | 1,3        | 7,5            |
| Record de froid (°C) date du record   | −19,4 1974 | −25,6 1990 | −25,2 1986 | −12,2 1975 | −7,2 1972 | 1,1 1974  | 4,4 1974  | 3,9 1982  | −0,6 1971 | −4,7 1984 | −12,9 1989 | −18,3 1971 | −25,6 3/2/1990 |
| Record de chaleur (°C) date du record | 8,7 1979   | 8,9 1976   | 9,2 1983   | 14,8 1980  | 21,7 1975 | 24,4 1975 | 25,9 1990 | 26,7 1970 | 23,1 1977 | 18,6 1990 | 14,4 1966  | 11,5 1981  | 26,7 9/8/1970  |
| Précipitations (mm)                   | 156,7      | 130,5      | 128,1      | 131,6      | 125,2     | 149,3     | 139,9     | 138,5     | 133,2     | 156,9     | 175,5      | 173,8      | 1 739,2        |
| dont neige (cm)                       | 75,3       | 62,6       | 53,6       | 19,6       | 3,7       | 0,2       | 0         | 0         | 0         | 2,2       | 16,3       | 54,8       | 288,3          |
| Nombre de jours avec précipitations   | 19         | 17         | 17         | 15         | 15        | 16        | 17        | 17        | 15        | 16        | 14         | 10         | 151            |
| Humidité relative (%)                 | 78         | 77         | 78         | 79         | 79        | 82        | 85        | 83        | 78        | 77        | 80         | 79         | 80             |
| Nombre de jours avec neige            | 16         | 14         | 12         | 6          | 0         | 0         | 0         | 0         | 0         | 0         | 5          | 12         | 67             |
| Nombre de jours d'orage               | 0          | 0          | 0          | 0          | 0         | 1         | 2         | 1         | 0         | 0         | 0          | 0          | 6              |
| Nombre de jours avec brouillard       | 4          | 4          | 7          | 9          | 13        | 17        | 20        | 16        | 9         | 8         | 7          | 5          | 117            |

| Diagramme climatique                                  |             |              |              |             |              |               |               |              |              |              |              |
| J                                                     | F           | M            | A            | M           | J            | J             | A             | S            | O            | N            | D            |
| −1,4−8,4156,7                                         | −2−9,4130,5 | 0,5−6,4128,1 | 4,5−1,5131,6 | 8,82,4125,2 | 12,66,4149,3 | 16,510,5139,9 | 18,111,4138,5 | 15,27,8133,2 | 10,33,4156,9 | 5,8−0,3175,5 | 1,3−5,4173,8 |
| Moyennes : • Temp. maxi et mini °C • Précipitation mm |             |              |              |             |              |               |               |              |              |              |              |

## Culture locale et patrimoine

### Personnalités liées à la ville
- Farley Mowat, ayant vécu à partir de 1962 à Burgeo avec sa femme, Claire Mowat, pendant cinq ans. Il y a défendu la vie de la baleine Moby Joe, qui s'est retrouvée coincée dans un étang d'eau salée (Aldridges Pond), et que la population locale de Burgeo a tenté de tuer. Elle finira par mourir, notamment des suites des blessures infligées par les Hommes[4].